# Bahnhof Ōfuna
Der Bahnhof Ōfuna (jap. 大船駅, Ōfuna-eki) ist ein Bahnhof auf der japanischen Insel Honshū. Der bedeutende Verkehrsknotenpunkt befindet sich in der Präfektur Kanagawa auf dem Gebiet der Stadt Kamakura und wird gemeinsam von den Bahngesellschaften JR East und Shōnan Monorail betrieben.

## Verbindungen
Ōfuna ist ein Kreuzungsbahnhof an der Tōkaidō-Hauptlinie von Tokio über Nagoya nach Osaka, einer der bedeutendsten Bahnstrecken Japans. Sie kreuzt sich mit bzw. verläuft zum Teil parallel zur Yokosuka-Linie von Tokio über Yokohama nach Kurihama. Ebenso ist Ōfuna die Endstation sowohl der Shōnan-Shinjuku-Linie als auch der Negishi-Linie. Erstere führt über Yokohama und Shinjuku nach Ōmiya, wo sie mit der Utsunomiya-Linie und der Takasaki-Linie verknüpft ist. Letztere führt über Shin-Sugita nach Yokohama und bildet die Fortsetzung der Keihin-Tōhoku-Linie. Alle diese Linien werden von der Bahngesellschaft JR East betrieben. Hinzu kommt die Shōnan Monorail der gleichnamigen Bahngesellschaft, eine Einschienenbahn nach Enoshima.
Auf der Tōkaidō-Hauptlinie verkehren jede Stunde in Richtung Odawara acht bis zwölf Züge, in Richtung Tokio sechs oder sieben (während der morgendlichen Hauptverkehrszeit bis zu 17 Züge je Stunde). Dabei handelt es sich überwiegend um die Eilzüge Rapid Acty (快速アクティー, Kaisoku akutī), Commuter Rapid (通勤快速, Tsūkin Kaisoku) und Shōnan Liner (湘南ライナー, Shōnan Rainā). Auf der Shōnan-Shinjuku-Linie werden vier bis sieben Nahverkehrs- und Eilzüge je Stunde angeboten, auf der Yokosuka-Linie fünf bis zehn. Die Negishi-Linie wird von sechs bis zwölf Nahverkehrszüge stündlich befahren, wobei einzelne während der Hauptverkehrszeit von und zur Yokohama-Linie übergeleitet werden.
Ōfuna ist eine bedeutende Drehscheibe des regionalen und lokalen Busverkehrs, mit 17 Haltestellen an drei verschiedenen Busterminals. Diese befinden sich beim Ausgang des nördlichen Reiterbahnhofs gegenüber dem Oh!Plaza, neben dem Bahnhof der Einschienenbahn und vor dem Westausgang des südlichen Reiterbahnhofs. Bedient werden sie von 60 Buslinien der Gesellschaften Enoden Bus, Kanagawa Chūō Kōtsū, Keihin Kyūkō Bus, Nankai Bus und Shōnan Keikyū Bus.

## Anlage
Der Bahnhof steht je zur Hälfte in Kamakura und Yokohama, wobei der Bach Sunaoshi, der ungefähr in der Mitte des Areals überbrückt wird, die Stadtgrenze bildet. Die nördliche Hälfte gehört zum Stadtteil Kasama in Yokohamas Bezirk Sakae-ku, die südliche Hälfte zum namensgebenden Stadtteil Ōfuna. Da sich das Büro des Bahnhofsvorstands seit jeher auf dem Gebiet von Kamakura befindet, wird der Bahnhof dieser Stadt zugerechnet. Etwa zweihundert Meter westlich des Bahnhofs, auf der gegenüberliegenden Seite des Flusses Kashio, steht auf einem Hügel die Ōfuna-Kannon.
Die von Norden nach Süden ausgerichtete Anlage der Bahngesellschaft JR East besteht aus 13 Gleisen, von denen zehn dem Personenverkehr dienen. Diese liegen an fünf überdachten Mittelbahnsteigen und sind nahe beiden Enden durch je einen Reiterbahnhof miteinander verbunden. Während sich der südliche über die gesamte Anlage spannt, ist vom nördlichen aus nur die Ostseite erreichbar. Über den Dächern des – von Osten aus gesehen – zweiten und dritten Bahnsteigs erstreckt sich in der Längsachse zwischen beiden Reiterbahnhöfen die Ladenpassage Atre Ofuna mit zwei Dutzend Läden.
An der Westseite der Anlage verlaufen drei weitere Gleise. Während das westlichste als Abstellgleis dient, gehören die beiden anderen zur Tökaidō-Güterlinie. Diese ausschließlich dem Schienengüterverkehr vorbehaltene Strecke gehört der Bahngesellschaft JR Freight und dient der weiträumigen Umfahrung des Ballungsraumes Yokohama. Der südliche Reiterbahnhof ist an seiner Ostseite ist mit dem sechsgeschossigen Einkaufszentrum Lumine Wing verbunden, das einer Tochtergesellschaft von JR East gehört. Von beiden Gebäuden aus ist der erhöht liegende Kopfbahnhof der Shōnan Monorail erreichbar. Ihre Fahrbahn ist von zwei Seitenbahnsteigen umgeben, sodass das Ein- und Aussteigen getrennt erfolgen kann. Sämtliche Gebäude des Bahnhofs sind barrierefrei.
Im Fiskaljahr 2018 nutzten durchschnittlich 128.382 Fahrgäste täglich den Bahnhof. Davon entfielen 99.944 auf JR East und 28.438 auf die Shōnan Monorail.

## Bilder

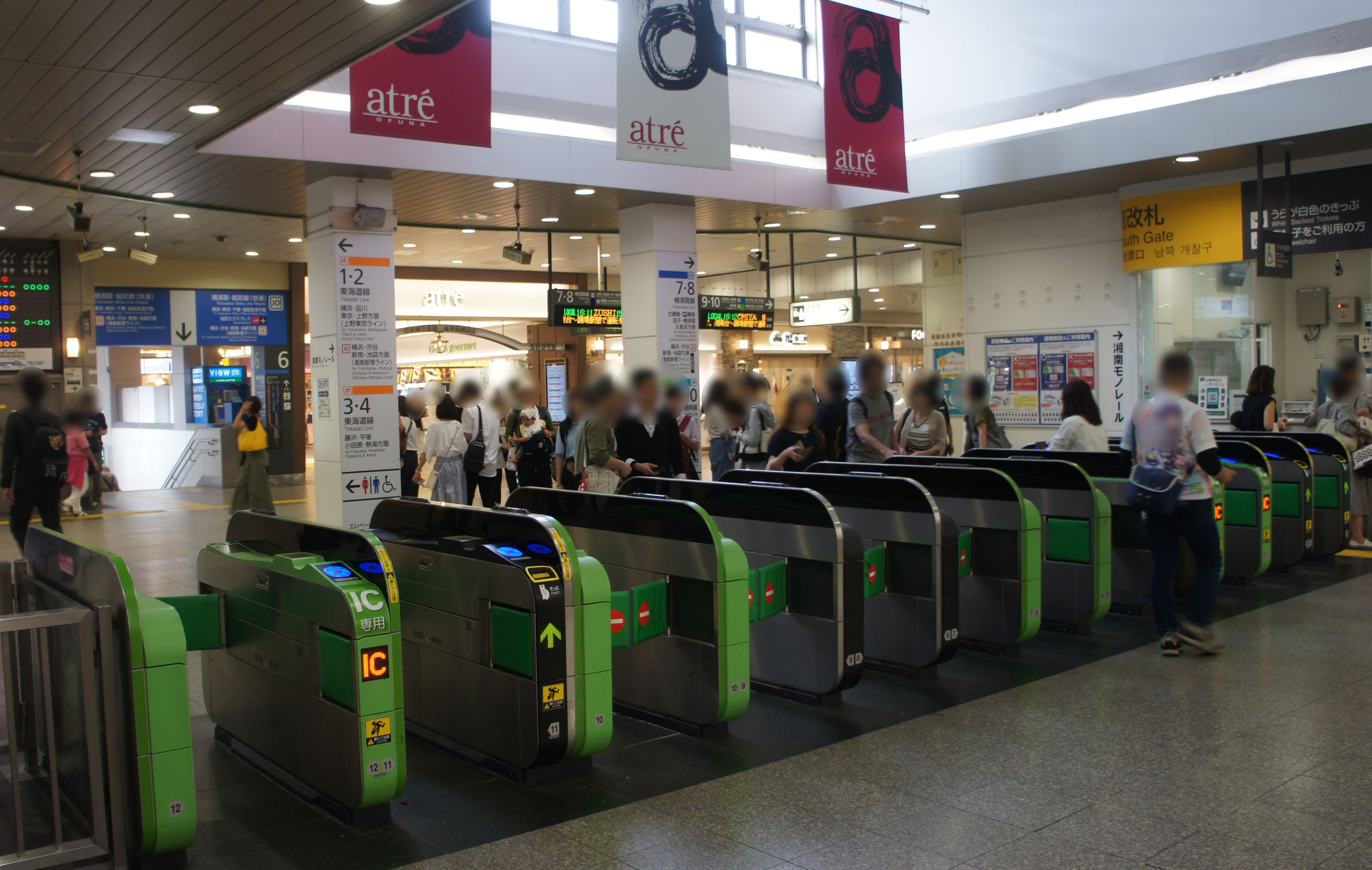
Bahnsteigsperren von JR im südlichen Reiterbahnhof
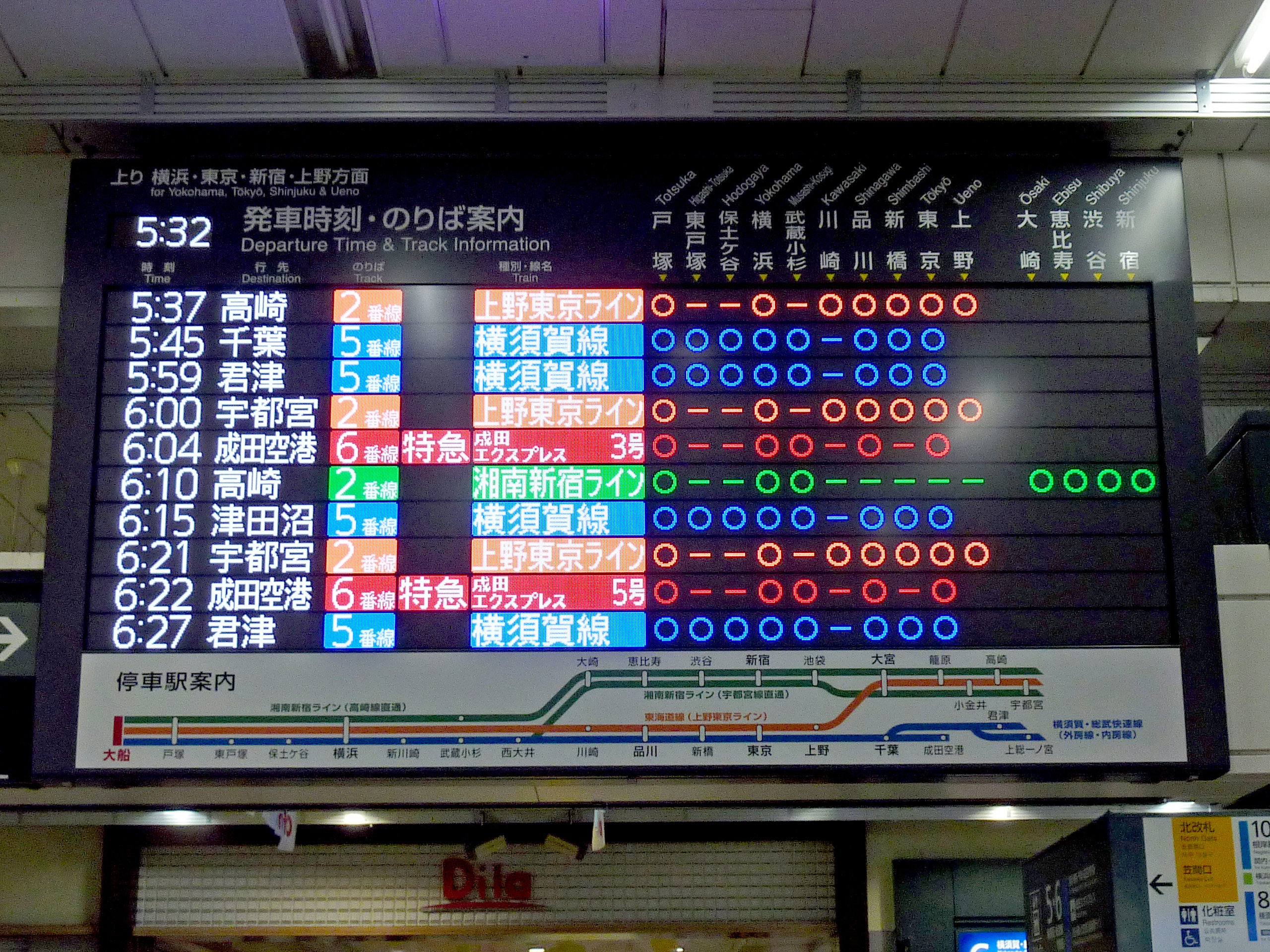
LED-Anzeigetafel
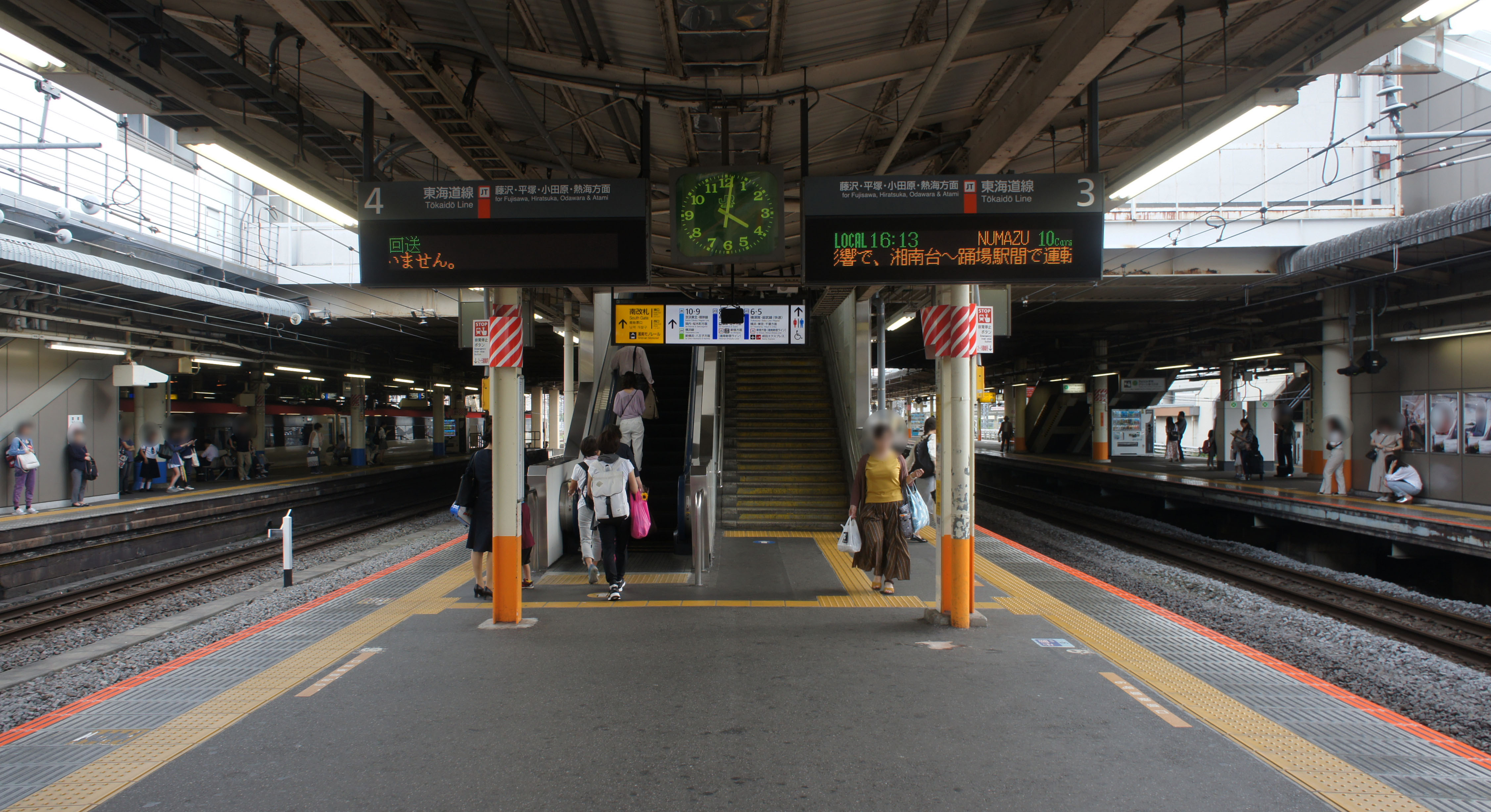
Bahnsteige
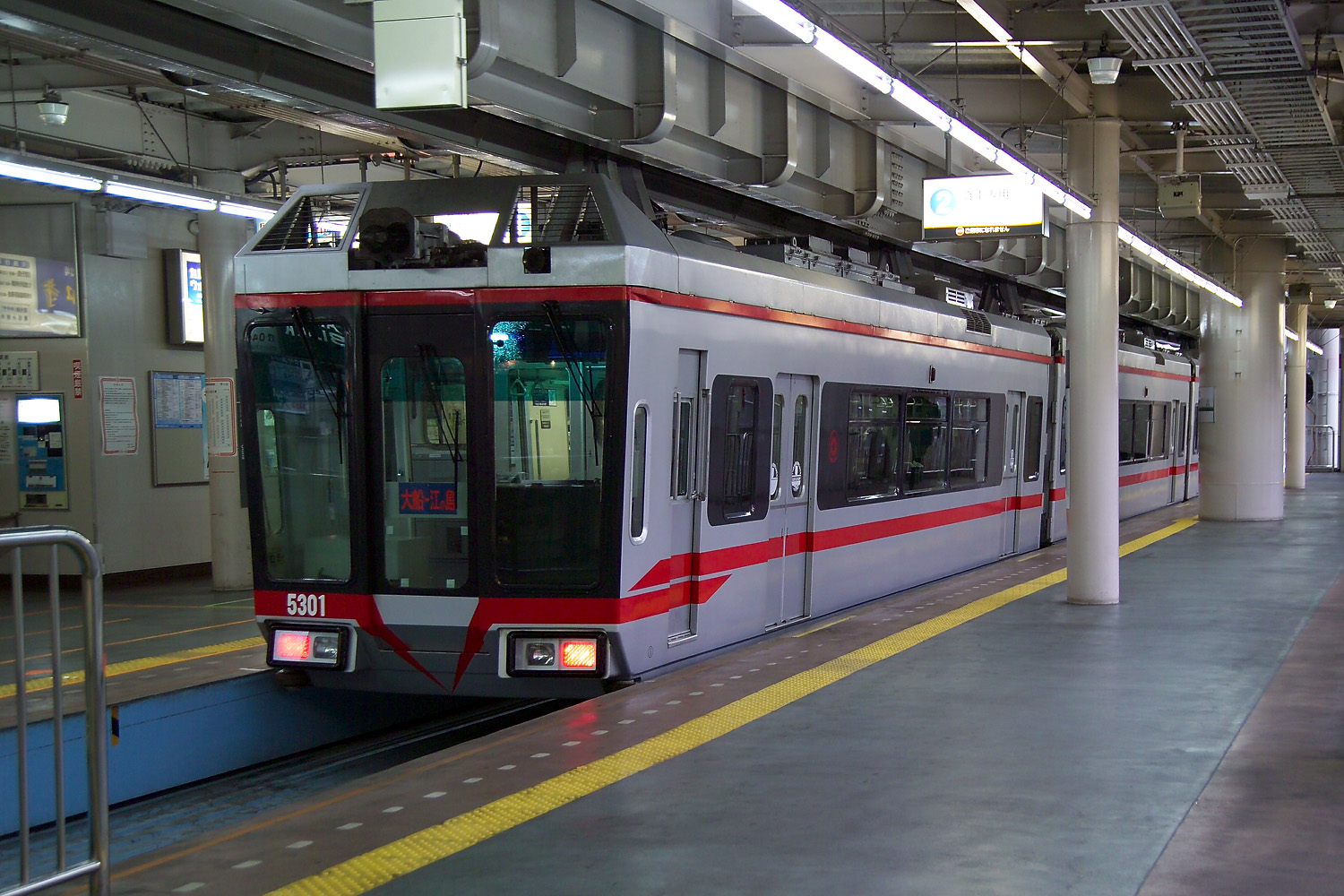
Zug der Shōnan Monorail
Ostausgang des Bahnhofs Ofuna im Jahr 1958

## Gleise

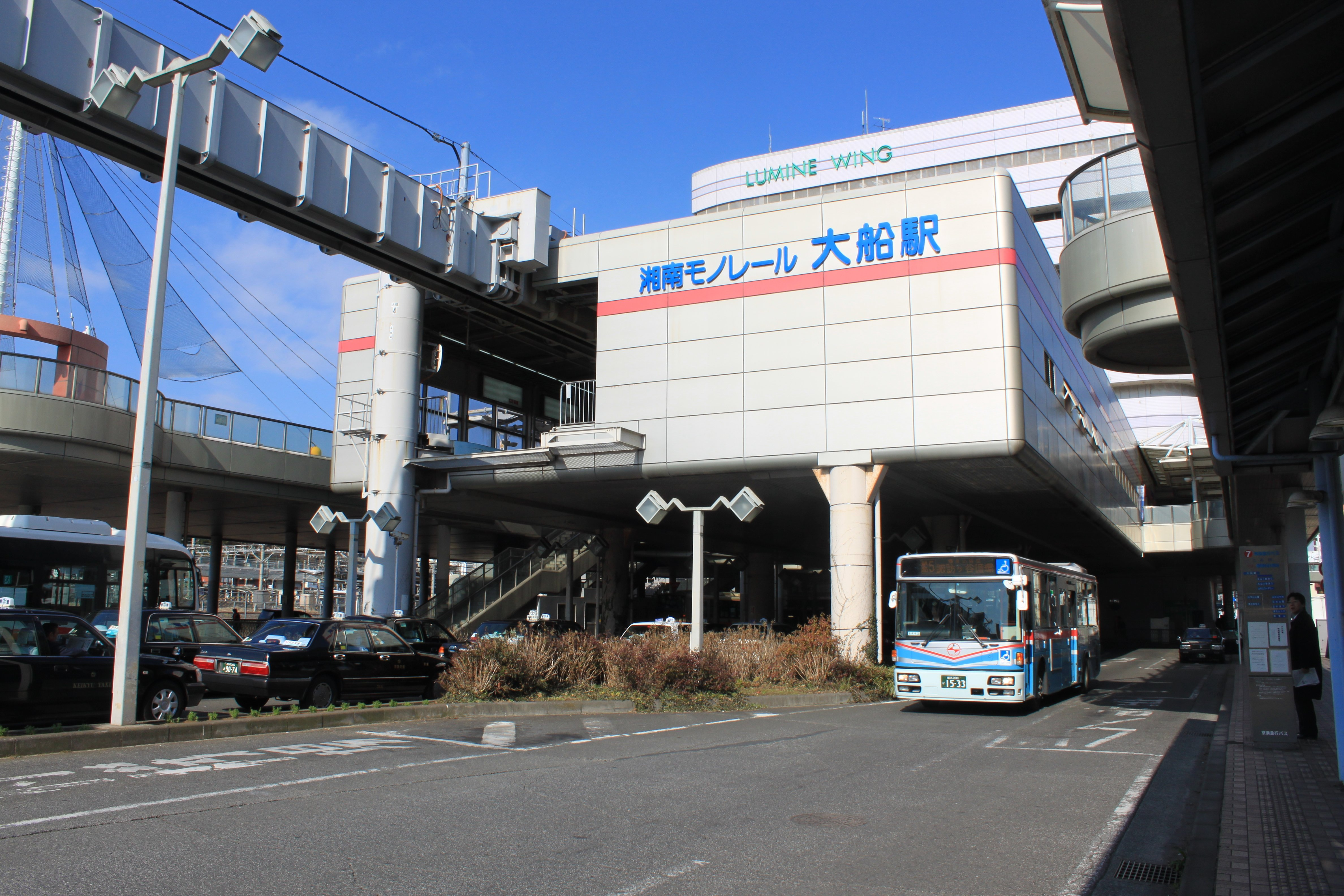
Station der Einschienenbahn

Eisenbahn
| 1/2  | ▉ Tōkaidō-Hauptlinie    | Yokohama • Tokio • Ueno                     |
| 1/2  | ▉ Shōnan-Shinjuku-Linie | Yokohama • Shibuya • Shinjuku               |
| 3/4  | ▉ Tōkaidō-Hauptlinie    | Fujisawa • Odawara • Atami                  |
| 5/6  | ▉ Yokosuka-Linie        | Yokohama • Tokio • Chiba • Flughafen Narita |
| 5/6  | ▉ Shōnan-Shinjuku-Linie | Yokohama • Shibuya • Shinjuku • Ōmiya       |
| 7/8  | ▉ Yokosuka-Linie        | Kamakura • Kurihama                         |
| 9/10 | ▉ Negishi-Linie         | Negishi • Yokohama • Tokio • Ueno • Ōmiya   |
| 9/10 | ▉ Yokohama-Linie        | Yokohama • Machida • Hachiōji               |

Einschienenbahn
| 1/2 | ▉ Shōnan Monorail | Shōnan-Enoshima |

## Linien
| Verlauf der Keihin-Tōhoku-Linie / Negishi-Linie |
| --- |
| Ōmiya • Saitama-Shintoshin • Yono • Kita-Urawa • Urawa • Minami-Urawa • Warabi • Nishi-Kawaguchi • Kawaguchi • Akabane • Higashi-Jūjō • Ōji • Kami-Nakazato • Tabata • Nishi-Nippori • Nippori • Uguisudani • Ueno • Okachimachi • Akihabara • Kanda • Tokyo • Yūrakuchō • Shimbashi • Hamamatsuchō • Tamachi • Takanawa Gateway • Shinagawa • Ōimachi • Ōmori • Kamata • Kawasaki • Tsurumi • Shin-Koyasu • Higashi-Kanagawa • Yokohama • Sakuragichō • Kannai • Ishikawachō • Yamate • Negishi • Isogo • Shin-Sugita • Yōkōdai • Kōnandai • Hongōdai • Ōfuna |

| Verlauf der Shōnan-Shinjuku-Linie |
| --- |
| Ōmiya • Urawa • Akabane • Ikebukuro • Shinjuku • Shibuya • Ebisu • Ōsaki • Nishi-Ōi • Musashi-Kosugi • Shin-Kawasaki • Yokohama • Hodogaya • Higashi-Totsuka • Totsuka • Ōfuna • Kita-Kamakura • Kamakura • Zushi |

| Verlauf der Tōkaidō-Hauptlinie (Tokio–Atami) |
| --- |
| Tokyo • Shimbashi • Shinagawa • Kawasaki • Yokohama • Totsuka • Ōfuna • Fujisawa • Tsujidō • Chigasaki • Hiratsuka • Ōiso • Ninomiya • Kōzu • Kamonomiya • Odawara • Hayakawa • Nebukawa • Manazuru • Yugawara • Atami |

| Verlauf der Sōbu-Schnellbahnlinie / Yokosuka-Linie |
| --- |
| Tsudanuma • Funabashi • Ichikawa • Shin-Koiwa • Kinshichō • Bakurochō • Shin-Nihombashi • Tokyo • Shimbashi • Shinagawa • Nishi-Ōi • Musashi-Kosugi • Shin-Kawasaki • Yokohama • Hodogaya • Higashi-Totsuka • Totsuka • Ōfuna • Kita-Kamakura • Kamakura • Zushi • Higashi-Zushi • Taura • Yokosuka • Kinugasa • Kurihama |

## Geschichte

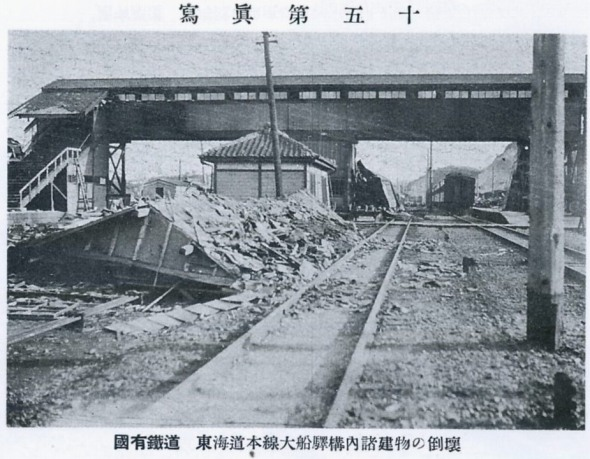
Zerstörungen nach dem Großen Kantō-Erdbeben (1923)

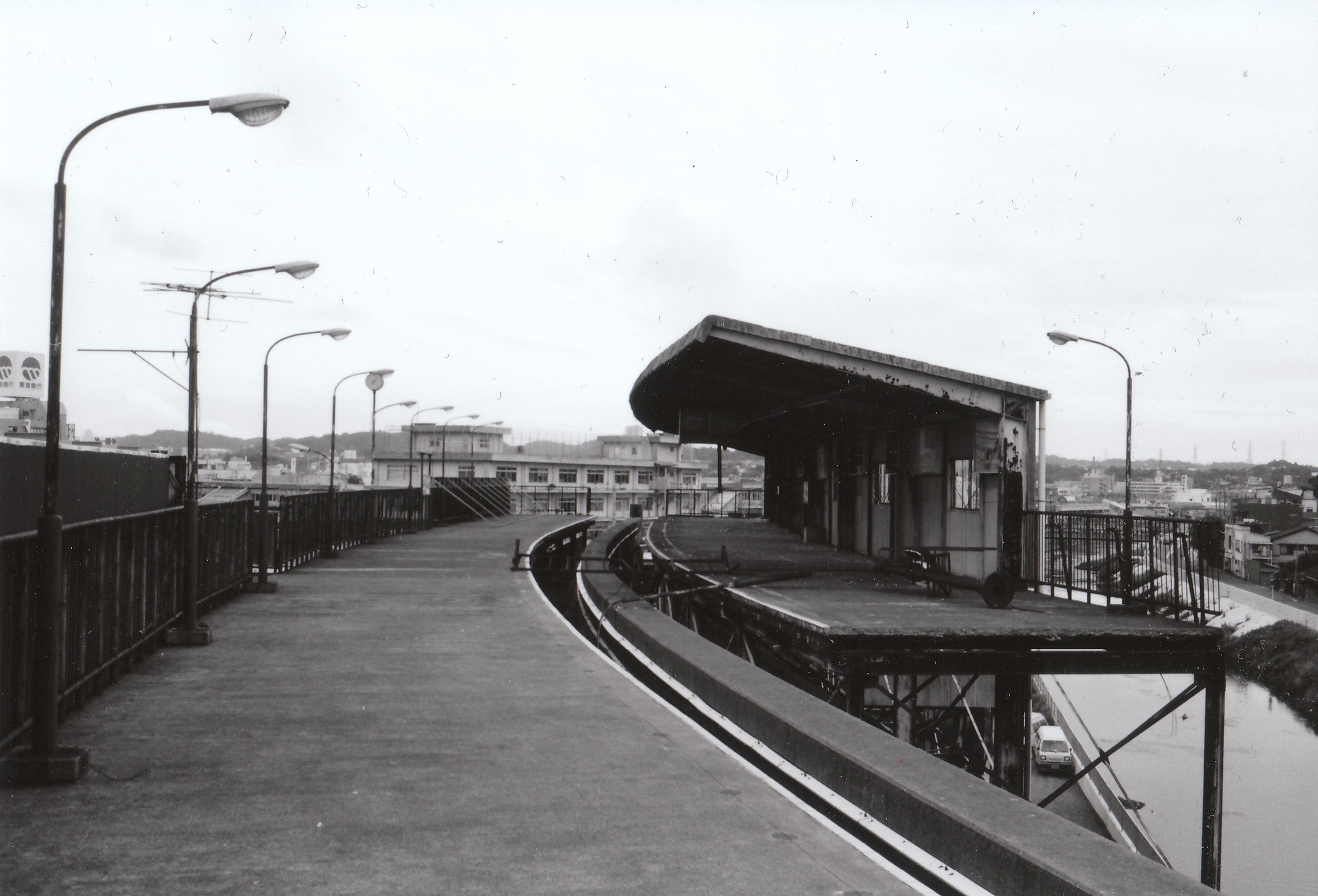
Bahnsteig der Yokohama Dreamland Monorail (1984)

Beim Bau des Streckenabschnitts Yokohama–Kōzu der Tōkaidō-Hauptlinie hatte die staatliche Eisenbahnverwaltung bereits einen Trennungsbahnhof für die ebenfalls zu errichtende Zweigstrecke zur Miura-Halbinsel eingeplant. Es gab jedoch Meinungsverschiedenheiten bezüglich der genauen Lage, weshalb die Züge hier zunächst über ein Jahr lang ohne Halt durchfuhren. Die Eröffnung des Bahnhofs Ōfuna erfolgte am 1. November 1888, jene der hier abzweigenden Yokosuka-Linie über Kamakura nach Yokosuka siebeneinhalb Monate später am 16. Juni 1889. Der Güterumschlag wurde am 25. Mai 1894 aufgenommen. Aufgrund des starken Verkehrswachstums musste der Bahnhof nach nur drei Jahrzehnten markant ausgebaut werden; die entsprechenden Arbeiten waren im Mai 1917 abgeschlossen. Das Große Kantō-Erdbeben richtete am 1. September 1923 schwere Schäden. Alle Gebäude mit Ausnahme des Brennstoffdepots fielen in sich zusammen oder waren nicht mehr benutzbar. Neun Tage später fiel auch die Wasserversorgung aus, sodass das Wasser für den Betrieb der Dampflokomotiven sechs Wochen lang aus dem Sunaoshi-Bach gepumpt werden musste. Der Wiederaufbau des Bahnhofs dauerte bis August 1925.
Am 25. November 1950 nahm die Japanische Staatsbahn ein Anschlussgleis zum Tanklager Ōfuna PX nördlich des Bahnhofs in Betrieb, das fünf Jahre zuvor von der United States Army requiriert worden war. Während des Koreakriegs beförderte die Staatsbahn täglich bis zu hundert Kesselwagen, doch 1958 waren es nur noch zwei pro Tag, sodass man die Anlage schließlich von 1965 bis 1967 etappenweise stilllegte und das freigewordene Gelände danach überbaute. Das Unternehmen Dream Development nahm am 2. Mai 1966 die Yokohama Dreamland Monorail in Betrieb, eine 5,3 km lange Einschienenbahn vom Bahnhof Ōfuna zum Freizeitpark Yokohama Dreamland. Aufgrund schwerer Baumängel war sie nur bis zum 24. September 1967 in Betrieb und zerfiel danach; ihre offizielle Stilllegung erfolgte erst 2002. Die bei diesem Misserfolg gemachten Erfahrungen flossen in den Bau der Shōnan Monorail von Ōfuna nach Enoshima, die ihren Betrieb am 7. März 1970 aufnahm. Zwischenzeitlich hatte die Staatsbahn das Empfangsgebäude durch einen Reiterbahnhof zu ersetzen begonnen und eröffnete diesen am 1. April 1971.
Im August 1972 stellte die Staatsbahn den Güterumschlag ein, betrieb aber die Anschlussgleise zu den Werken von Sumitomo Electric und Sumitomo Osaka Cement bis 1984 weiter. Am 9. April 1973 verlängerte sie die bisher in Yōkōdai endende Negishi-Linie bis hierher, womit der Eisenbahnknoten vollendet und Yokohama nun auf einer zweiten Strecke erreichbar war. Aus Spargründen stellte sie am 1. November 1984 die Gepäckaufgabe ein. Im Rahmen der Staatsbahnprivatisierung ging der Bahnhof am 1. April 1987 in Besitz der neuen Gesellschaft JR East über. Im Februar 2006 öffnete das Einkaufszentrum Dila Ōfuna (heute Atre Ōfuna) seine Tore.